# Israir Airlines
Israir Airlines Ltd (tiếng Do Thái: ישראייר), thường được gọi là Israir, là một hãng hàng không có trụ sở tại Tel Aviv, Israel. Hãng có các tuyến bay theo lịch trình chuyến bay nội địa và bay taxi từ sân bay Sde Dov, sân bay Haifa, sân bay quốc tế Ben Gurion, và sân bay Eilat, cũng như dịch vụ bay thuê chuyến quốc tế từ sân bay quốc tế Ben Gurion với châu Âu và châu Á. Hãng cũng có các chuyến bay VIP, và là hãng hàng không lớn thứ ba của Israel, sau El Al, Arkia Israel Airlines. sử dụng khoảng 350 nhân viên. Hãng hàng không này được cho là có mô hình áp dụng theo hãng hàng không giá rẻ Mỹ JetBlue.